# Harrie Adriaans
Harry Adriaans (17 maart 1938) is een Nederlands voormalig profvoetballer die als middenvelder bij PSV speelde.

## Carrière
Harry Adriaans speelde in het seizoen 1956-57 drie eredivisiewedstrijden bij PSV. Later was hij ook nog actief bij VV De Valk, dat van 1957 tot 1961 als profclub in de tweede divisie actief was.